# ミンコフスキーの定理

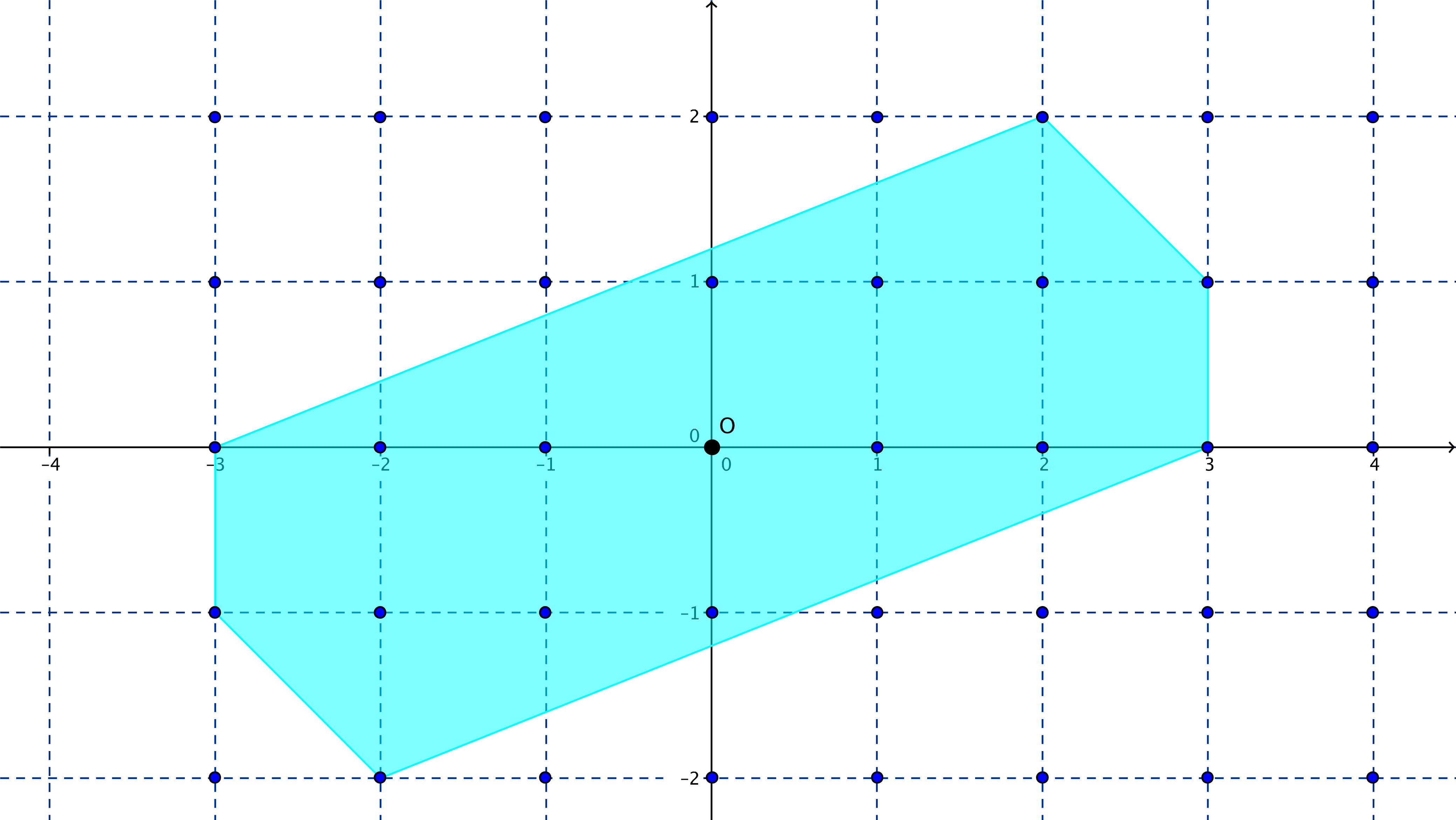
平面 R^{2} の原点に関して対称な凸集合が2^{2}より大きい面積をもつならば、原点とは異なる整数点をもつ。

ミンコフスキーの定理（英: Minkowski's theorem）は凸体の中の格子点の存在に関する定理で、原点に関して対称な凸集合は体積が十分大きいとき、必ず原点以外の格子点を有することを主張している。ヘルマン・ミンコフスキーによって証明され、二次形式の研究に用いられた。
凸体と格子点の関係に関する研究は数の幾何学へと発展し、二次形式のほか、代数体の単数やイデアル類群の性質の研究、ディオファントス近似など数論の様々な領域に応用されている。

## 内容
L を R n 上の格子とし、 d (L) を L に対応する行列の行列式とする。
Rn 内の、原点に関して対称で体積が {\displaystyle 2^{n}d(L)} より大きい凸集合は、その内部に原点とは異なる L 上の点を有する。
特に体積が 2n より大きい、原点に関して対称な Rn 内の凸集合は必ず原点とは異なる整数点を有する。

## 証明
R n の部分集合 S に対して V (S) を S の体積とする。
まず、次のブリクフェルトの定理から証明する。

### ブリクフェルトの定理
S を体積が d (L) より大きな凸集合とすると、S は L を法として互いに合同な2点をもつ。つまり
{\displaystyle \mathbf {v} _{1}-\mathbf {v} _{2}\in L\setminus \{\mathbf {0} \}}
となる {\displaystyle \mathbf {v} _{1},\mathbf {v} _{2}\in S} がとれる。これは次のように証明できる。
L の基底 {\displaystyle \mathbf {u} _{1},\mathbf {u} _{2},\ldots ,\mathbf {u} _{n}} をとり
{\displaystyle F=\{a_{1}\mathbf {u} _{1}+a_{2}\mathbf {u} _{2}+\cdots +a_{n}\mathbf {u} _{n}:0\leq a_{1},a_{2},\ldots ,a_{n}<1\}}
をこの基底に対する L の基本領域とすると
{\displaystyle V(F)=d(L)}
が成り立つ。
{\displaystyle \mathbf {v} =b_{1}\mathbf {u} _{1}+b_{2}\mathbf {u} _{2}+\cdots +b_{n}\mathbf {u} _{n}}
に対して
{\displaystyle f(\mathbf {v} )=\sum _{i=1}^{n}(b_{i}-\lfloor b_{i}\rfloor )\mathbf {u} _{i}}
を対応させる。
f は R n から F への写像で、
{\displaystyle f(\mathbf {v} )-\mathbf {v} =\sum _{i=1}^{n}\lfloor b_{i}\rfloor \mathbf {u} _{i}\in L}
が成り立つ。さらに f は平行移動の貼り合わせであらわされるから、
f が S 上で単射ならば {\displaystyle V(f(S))=V(S)} となるはずである。しかし
f の像は F に含まれるから
{\displaystyle V(S)>d(L)=V(F)\geq V(f(S))}
となる。よって f は S 上単射ではないので
{\displaystyle f(\mathbf {v} _{1})=f(\mathbf {v} _{2})}
となる点 {\displaystyle \mathbf {v} _{1},\mathbf {v} _{2}\in S} がとれる。
{\displaystyle f(\mathbf {v} _{1})-\mathbf {v} _{1},f(\mathbf {v} _{2})-\mathbf {v} _{2}\in L}
だから
{\displaystyle \mathbf {v} _{1},\mathbf {v} _{2}\in S,\mathbf {v} _{2}-\mathbf {v} _{1}=\mathbf {r} _{2}-\mathbf {r} _{1}\in L}
である。

### ミンコフスキーの定理の証明
S を Rn 内の、原点に関して対称で体積が {\displaystyle 2^{n}d(L)} より大きい凸集合とする。
{\displaystyle T={\frac {1}{2}}S=\left\{{\frac {1}{2}}\mathbf {v} :\mathbf {v} \in S\right\}}
とおく。{\displaystyle V(S)>2^{n}d(L)} だから {\displaystyle V(T)=V(S)/2^{n}>d(L)} なので
ブリクフェルトの定理より
{\displaystyle \mathbf {w} _{1}-\mathbf {w} _{2}\in L\setminus \{\mathbf {0} \}}
となる2点 {\displaystyle \mathbf {w} _{1},\mathbf {w} _{2}\in T} がとれる。
{\displaystyle \mathbf {v} _{1}=2\mathbf {w} _{1},\mathbf {u} =2\mathbf {w} _{2}\in S} が成り立ち、
S は原点に関して対称だから {\displaystyle \mathbf {v} _{2}=-\mathbf {u} =-2\mathbf {w} _{2}\in S} も成り立つ。
S は凸集合なので {\displaystyle \mathbf {v} ={\frac {1}{2}}(\mathbf {v} _{1}+\mathbf {v} _{2})\in S} である。一方で
{\displaystyle {\frac {1}{2}}(\mathbf {v} _{1}+\mathbf {v} _{2})=\mathbf {w} _{1}-\mathbf {w} _{2}\in L\setminus \{\mathbf {0} \}}
であるから S は原点とは異なる L 上の点 {\displaystyle \mathbf {v} } を有する。

## 系
ミンコフスキーの定理の系として、一次形式に関する次の定理が導かれる。
{\displaystyle l_{i}=\sum _{j=1}^{n}a_{ij}x_{j}\qquad (i=1,2,\ldots ,n)}
を n =r +2s 個の一次形式とし、そのうち l1, l2, ..., lr は実係数を持ち、 l r +j と l r +s +j ( j = 1, 2, ..., s ) は互いに共役なものとする。さらに係数の行列式 Δ ≠ 0 とする。
ここで k1, k2, ..., kr +s  が実数で
{\displaystyle k_{1}k_{2}\cdots k_{r}(k_{r+1}k_{r+2}\cdots k_{r+s})^{2}\geq \left({\frac {2}{\pi }}\right)^{s}|\Delta |}
を満たすならば、
{\displaystyle |l_{i}|\leq k_{i}\qquad (i=1,2,\ldots ,r+s)}
となる整数 x1, x2, ..., xn が存在する。
また k1, k2, ..., kr +s  が実数で
{\displaystyle k_{1}k_{2}\cdots k_{r}(k_{r+1}k_{r+2}\cdots k_{r+s})^{2}\geq \left({\frac {4}{\pi }}\right)^{s}{\frac {n!}{n^{n}}}|\Delta |}
を満たすならば、
{\displaystyle \prod _{i=1}^{n}|l_{i}|\leq |\Delta |}
となる整数 x1, x2, ..., xn が存在する。

## 応用
ミンコフスキーはこの定理を二次形式の簡約化に用いた。さらに、整数を二次形式によって現す問題にも応用されている。
たとえばフェルマーの二平方定理は円盤内のある格子上の点の問題に、ラグランジュの四平方定理は4次元空間の超球体内のある格子上の点の存在に帰着させることで、ミンコフスキーの定理を用いて証明することができる。
ミンコフスキーの定理の系から、r 個の実共役と 2s 個の（つまり s 対の共役対からなる）複素共役をもつ n =r +2s 次の、判別式 Δ をもつ代数体の イデアル類群のそれぞれの類はノルムが
{\displaystyle \left({\frac {4}{\pi }}\right)^{s}{\frac {n!}{n^{n}}}|\Delta |}
を超えない（整）イデアルを含むことが従う。これをミンコフスキー限界という。

### 二平方定理の証明
上記のようにミンコフスキーの定理からフェルマーの二平方和定理を証明することができる。
実際 p を {\displaystyle 4n+1} の形の素数とすると
{\displaystyle t^{2}+1\equiv 0{\pmod {p}}}
となる t がとれる（p を法として位数4の剰余類から数をひとつ選べばよい）。
{\displaystyle y\equiv tx{\pmod {p}}}
となる点 {\displaystyle (x,y)} 全体は
{\displaystyle (1,t),(0,p)} を基底とする格子 L と一致し、{\displaystyle d(L)=p} が成り立つ。
原点を中心とする半径 {\displaystyle {\sqrt {2p}}} の開円盤は面積 {\displaystyle 2\pi p>4p} の、原点に関して対称な凸集合であるからミンコフスキーの定理より、原点とは異なる L の格子点 {\displaystyle (a,b)} を含む。
{\displaystyle b\equiv ta{\pmod {p}}}
であるから
{\displaystyle a^{2}+b^{2}\equiv a^{2}(1+t^{2})\equiv 0{\pmod {p}}}
である。一方 {\displaystyle (a,b)} は原点ではなく、かつ原点からの距離は {\displaystyle {\sqrt {2p}}} より小さいから
{\displaystyle 0<a^{2}+b^{2}<2p}
である。よって
{\displaystyle p=a^{2}+b^{2}}
が成り立ち、 p は2つの平方数の和であらわされる。